# Tricots en motif Aran
Les patrons de tricot Aran sont des motifs richement texturés qui sont nommés en l'honneur des îles d’Aran, situées sur la côte ouest de l'Irlande entre les comtés de Galway West (circonscription du Dáil) et de Clare (circonscription du Dáil). Ces motifs sont incorporés au tricot de chaussettes, de chapeaux, de gants, de gilets, de foulards, de mitaines, de couvertures, de couvre-oreillers et de coussins et couramment de nombreux chandails, pullovers, et cardigans.

## Histoire

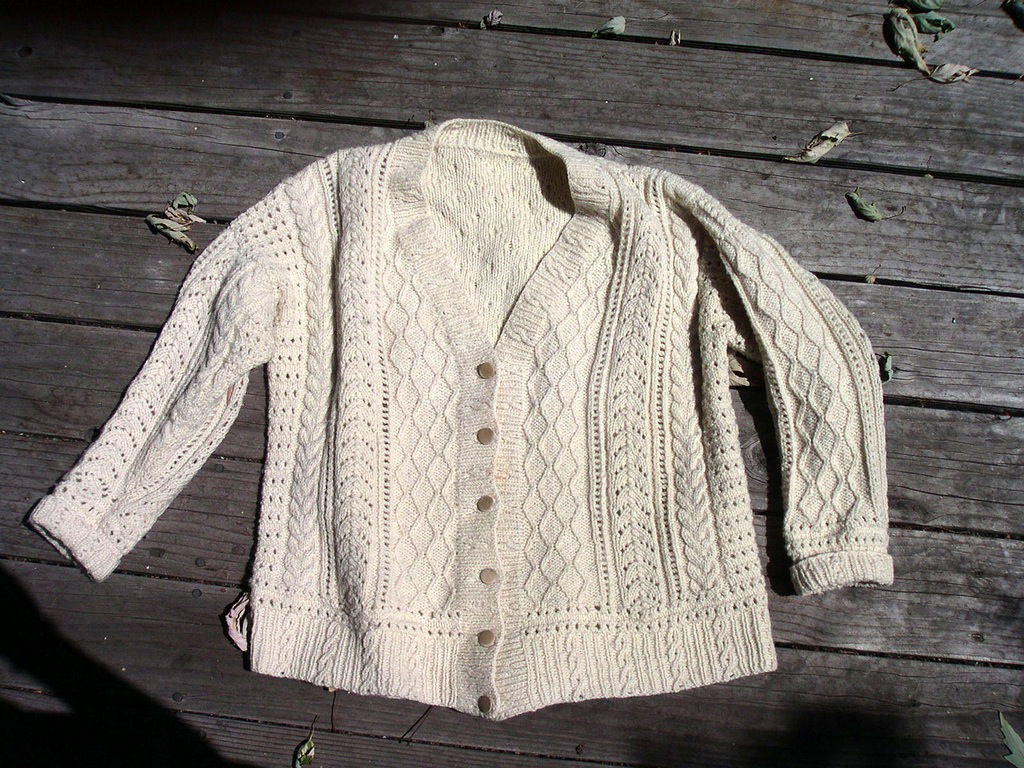
un Cardigan Aran

Les  exemples les plus connus de tricot du style Aran sont apparus en 1930. Les points qui créent le tricot Aran sont complexes et les objets tricotés prennent du temps à être créés. Par exemple, le chandail typique comprend plus de 100,000 mailles et peut prendre plusieurs mois à être complété. L'effet tridimensionnel des mailles croisées augmente la chaleur du vêtement en y aménageant des pochettes d'air.
Contrairement à la mythologie populaire les motifs Aran ne furent jamais employés pour identifier les corps de pêcheurs, noyés en haute mer, échoués sur les plages après un accident en mer. Cette histoire apparaît avoir pris naissance dans une pièce de théâtre Riders to the Sea de John Millington Synge : dans l'extrait, un personnage fut identifié par le déroulement d'une maille du motif échappée par erreur et  faite par sa sœur lors de la fabrication d'une paire de chaussettes.

## Signification des motifs
L'idée qu'une correspondance des tricots Aran dériverait d'une tradition et d'une histoire sacrées s'avère être une fabulation écrite par Heinz Edgar Kiewe. Kiewe, qui se déclarait être un journaliste du monde textile et de la mode et qui possédait une boutique de laine à Oxford, acheta un de ces pullovers tricotés en style Aran. Il nota une similitude entre les motifs du tricot et les motifs ornementaux d'anciens livres illuminés (Livre de Kells). Il commence donc à décrire les motifs Aran en des termes sacrés. Peu de temps après, ces descriptions frivoles furent employées pour commercialiser les chandails dans les marchés d'exportation, particulièrement dans la diaspora irlandaise des États-Unis. Rapidement ces descriptions furent acceptées comme faisant partie de la création de ces pullovers, en voici les détails : les motifs tricotés sont issus des temps reculés et anciens, chacun des dits motifs est associé à une image chrétienne et chaque famille de l'ile Aran possède sa propre séquence de motif comme un blason de son clan. Cependant la documentation historique actuelle, incluant des vieilles photographies prise en Irlande, détaille l'impair de cette mythologie folklorique.
La signification de quelques-uns de ces motifs fut embellie depuis que le tricot  a ressurgi commercialement. Néanmoins, les artisans du tricot fait main peuvent trouver inspirantes les associations et définitions suivantes. 

### Motif des torsades[7]

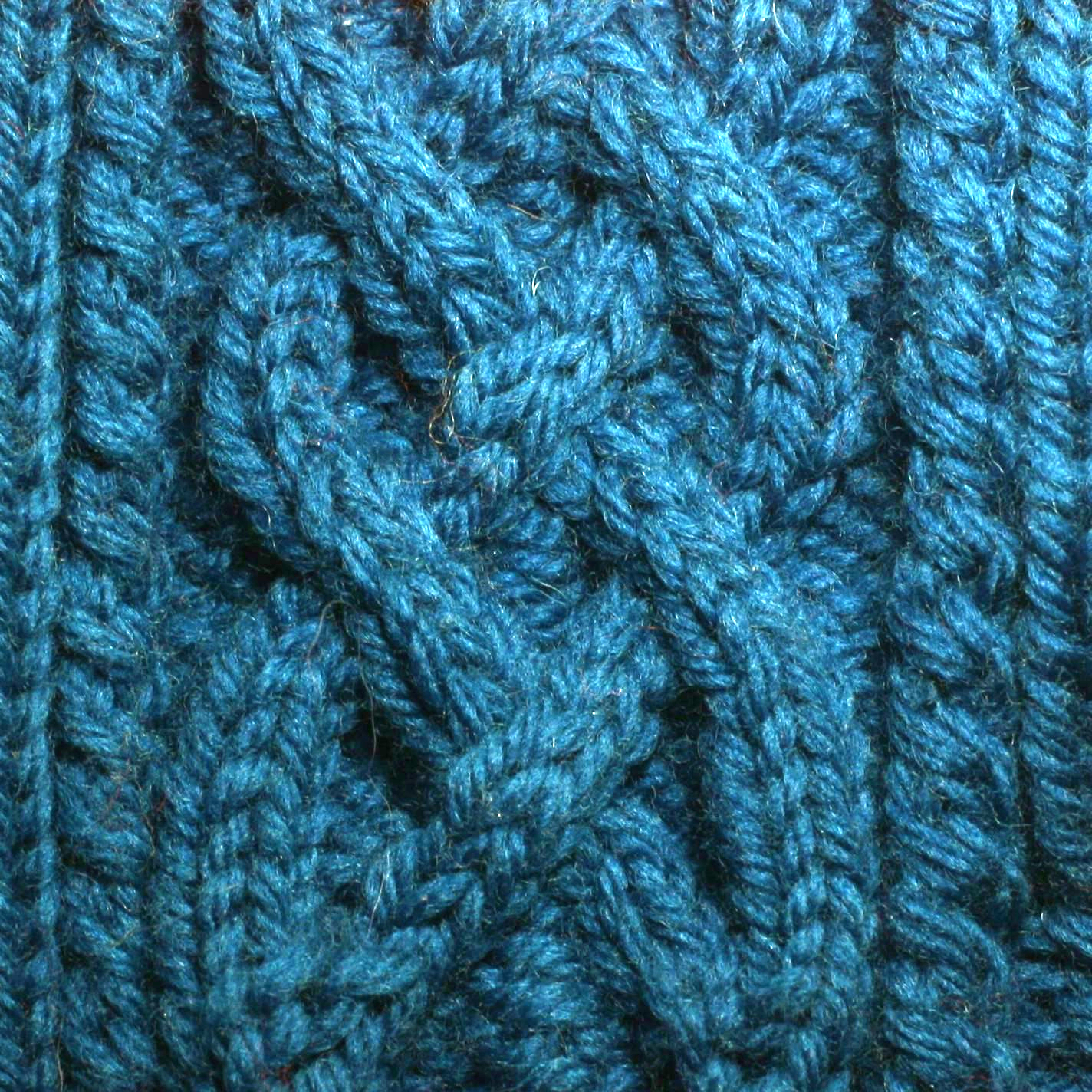
Motif de torsades 2/2 sur fond en point arrière

Le point des torsades, qui est le point le plus typiquement employé dans la création des pullovers Aran représentent les câbles  et les filets employés par les pêcheurs en haute mer. La technique se fait en croisant une maille devant une autre dans la séquence linéaire (tricoté la 2e maille en premier et la première par la suite).
Le rang sur lequel on croise ces mailles  les unes sur les autres est connu sous le nom de rang de tournage. Après ce rang, plusieurs rangs de tricot en jersey simple sont travaillés puis on introduit un autre rang de tournage. Pour standardiser le travail, les motifs ont le même nombre de rangs pour s'effectuer au total que le nombre de mailles introduit pour faire la torsade. Par exemple, pour faire une torsade de 4 mailles, le motif se déploie sur 6 mailles ainsi on fait une maille jersey envers, 4 mailles en torsade et une maille en jersey envers sur le rang de tournage, puis on fait trois rangs de jersey simple en respectant les mailles de bordure en jersey envers.

### Motif des losanges, dit carrés de diamant

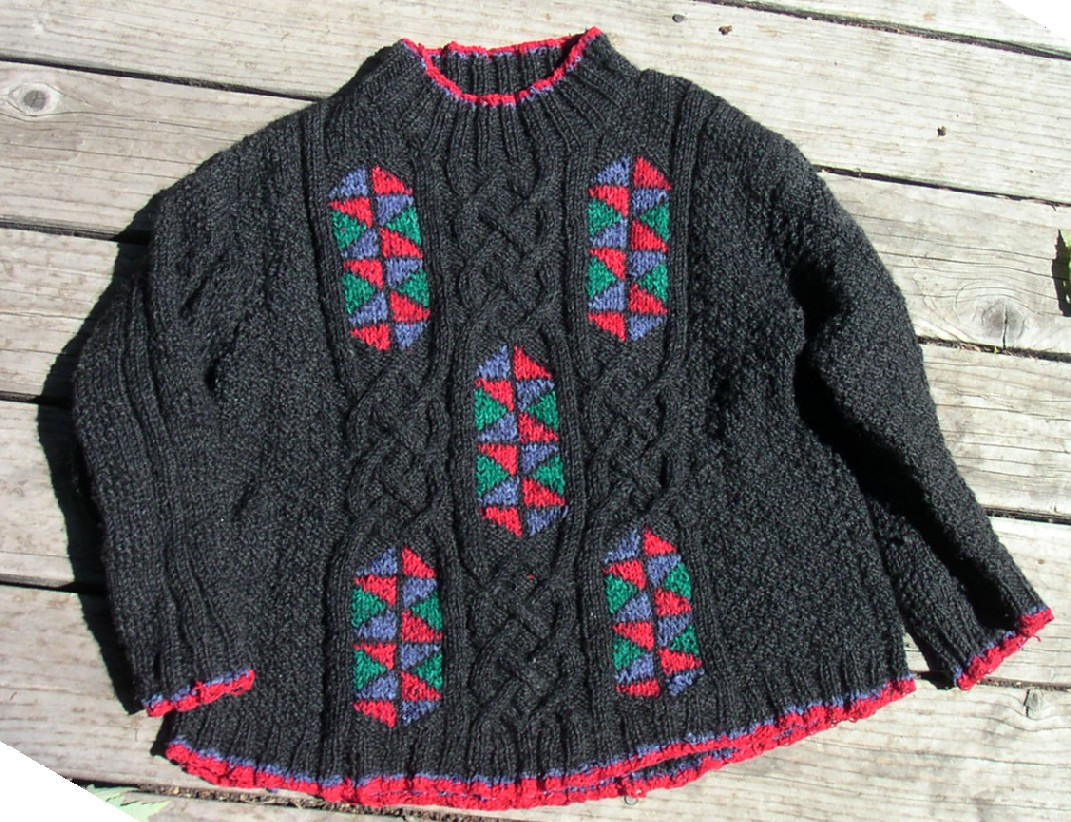
un pull en motif losanges

Ces motifs représentent supposément les petits champs retrouvés sur les iles. Ces champs étaient labourés de façon intensive par les fermiers locauxet ce motif est associé à l'espoir d'une bonne fortune, du succès et de richesse sur les  Iles Aran.  Dans certaines circonstances, ces losanges symbolisent aussi les filets de pêche.

### Motif en louvoiement
Ce motif est aussi appelé les lignes du mariage, représentant symboliquement les hautes et les bas de la vie de couple et du mariage. Ces lignes sont aussi employées pour désigner les circonvolutions des sentiers qui permettent la promenade sur les iles.

### Motif en rayon de miel
Au sein des motifs de tricot Aran, les rayons de miel, soit l'hexagone des blocs de cire trouvés dans les ruches, signifie le monde de l'abeille, pour noter une représentation des fruits du dur labeur fermier. Les rayons de miel peuvent aussi inclure la symbolique de la chance et de l'abondance. Lorsqu'il n'y a qu'une répétition du patron employé verticalement (soit sur un petit nombre de mailles, 6 ou 8), on reconnaît le motif du chaînon.  

### Motif du treillis
Ce motif rappelle les murs de pierres des communautés agricole du nord-ouest de l'Irlande, dans la région des hautes Terres où le ramassage de roches  forment des murs car la roche naturelle existe en grande quantité autant dans le sol de l'ile principale que des Iles Aran. On emploie ce motif de mailles croisées pour ajouter de la dimension au tricot et pour signifier un symbole de protection.

### Motif de l'arbre de vie
L'arbre de la vie est habituellement employé pour décrire un rite de passage et l'importance de la famille. On lui associe aussi une signification religieuse, décrivant les sentiers salvateurs empruntés par les pèlerins. Une partie de ce motif complexe est aussi appelé le point trinité, en particulier la partie qui ressemble à une boule de maille en relief.

## Les patrons de tricot Aran de nos jours
Les tricots à motif Aran sont adaptables et employés largement dans plusieurs genres de tricot fait main, incluant chapeaux, foulard, jupes et aussi des coussins décoratifs,. La récente renaissance de l'intérêt pour l'artisanat a apporté plusieurs variations modernes de ces points et motifs combinés. Les chandails originaux étaient généralement d'une allure carrée au torse avec les épaules en forme de selle  (empattement supérieur de la manche tricoté jusqu'au collet), tricotés en pièce à plat et cousus par la suite. Cependant plusieurs pièces plus récentes sont tricotées en rond s'accommodant de peu ou d'aucun e couture, et ces pièces sont souvent organisées avec une manipulation savante des motifs entre-eux.
De nos jours, les patrons sont employés par les artisans au travers le monde et les chandails en mode Aran sont aussi une source d'exportation pour l'Irlande.
En partie à cause des importations bon marché venant d'Asie durant les années 1970 et ce depuis, l'industrie de vêtement en laine d'Irlande avec l'association  de l'industrie régionale du tricot d'Irlande ont vu leur part du marché chuter. Aujourd'hui, quelques fabricants et quelques artisans continuent la tradition. Ce qui a pour résultat qu'un authentique chandail Aran soit dispendieux et que ce vêtement soit aussi fait d'une laine importée d'outremer, et non de la laine locale.